# Алфред Данлоп
Алфред Данлоп (англ. Alfred Dunlop; 12 січня 1875 — 7 квітня 1933) — колишній австралійський тенісист.
Перемагав на турнірах Великого шолома в парному розряді.
Завершив кар'єру 1914 року.

## Фінали турнірів Великого шолома

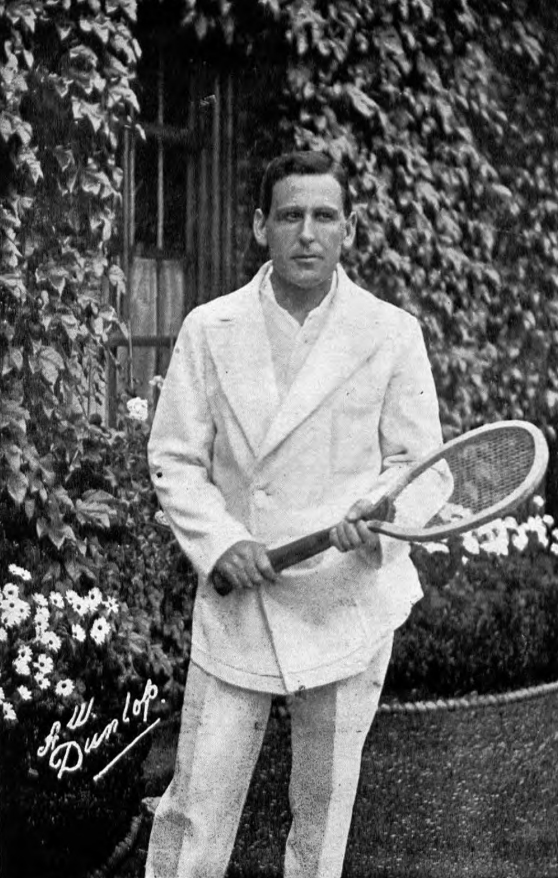
А. Данлоп

### Одиночний розряд (1 поразка)
| Результат | Рік  | Турнір                                 | Покриття | Суперник        | Рахунок                 |
| --------- | ---- | -------------------------------------- | -------- | --------------- | ----------------------- |
| Поразка   | 1908 | Відкритий чемпіонат Австралії з тенісу | Трава    | Фред Александер | 6–3, 6–3, 0–6, 2–6, 3–6 |

### Парний розряд (1 перемога)
| Результат | Рік  | Турнір                                 | Покриття | Партнер         | Суперники                       | Рахунок       |
| --------- | ---- | -------------------------------------- | -------- | --------------- | ------------------------------- | ------------- |
| Перемога  | 1908 | Відкритий чемпіонат Австралії з тенісу | Трава    | Фред Александер | Ґренвілл Ґ. Шарп Ентоні Вілдінґ | 6–3, 6–2, 6–1 |